# Rzuchów (Basses-Carpates)
Pour les articles homonymes, voir Rzuchów.
Rzuchów est une localité polonaise de la gmina et du powiat de Leżajsk en voïvodie des Basses-Carpates.